# Raichu
Raichu is de evolutie van Pikachu en de tweede evolutie van Pichu.
In tegenstelling tot zijn pre-evoluties, is Raichu niet geel maar oranje. Zijn wangen, waarmee hij bliksemschichten kan afvuren, zijn niet rood maar geel. Hij heeft grote hangzakken in de binnenkant van zijn lichaam, aan zijn gele wangetjes. Daarin slaat hij de bliksem op. En zijn lange staart kan hij als bliksemafleider gebruiken. Een Pikachu wordt geen Raichu door zijn level te verhogen. Om te evolueren moet hij in contact komen met een Dondersteen (Thunder Stone). Door te evolueren is Raichu veel sterker geworden, maar ook zwaarder. In het wild kom je een Raichu mogelijk tegen in de Red (Rood) & Blue (Blauw) versie van de spellen; in de power plant (krachtcentrale) (alleen in de blauwe versie) of in de unknown dungeon (onbekende kerker) ook bekend als Cerulean Cave (Cerulean Grot). In andere spellen krijg je Raichu alleen maar door een Pikachu te laten evolueren met een Thunder Stone (Dondersteen). De bekendste trainer met een Raichu is wellicht Luitenant Surge, de Vermillion City Gym Leader (Vermillioenstad Gymleider).

## Televisie-optreden
In de populaire tv-show van Pokémon wil de Pikachu van het menselijk hoofdpersonage Ash Ketchum niet evolueren, maar op eigen kracht sterker worden.

## Ruilkaartenspel
Er bestaan 22 standaard Raichu kaarten, waarvan drie enkel in Japan zijn uitgebracht. Ook bestaan er drie Lt. Surge's Raichu (één enkel in Japan), twee Raichu ex, een Dark Raichu, Shining Raichu, Jasmine's Raichu, Raichu LV.X en Raichu GL-kaart. Deze hebben allemaal het type Lightning als element. Verder bestaat er nog één Metal-type Raichu δ-kaart.

### Raichu (Expedition 25)
Raichu (Japans: ライチュウ Raichu) is een Lightning-type Stadium 1 Pokémonkaart. Het maakt deel uit van de Expedition Base Set. Hij heeft een HP van 80 en kent de aanvallen Plasma en Shock Bolt. Shock Bolt is gelijkend op Thunderbolt, een aanval die Raichu in de spellen leert.